# فرنسيس والسينغهام
السير فرنسيس والسينغهام (مواليد. 1532م – 6 أبريل 1590م) كان السكرتير الرئيسي لـإليزابيث الأولى ملكة إنكلترا منذ 20 ديسمبر 1573 حتى موته، ويُذكر شعبيا كـ «مسؤول تجسس» الملكة.
ولد لعائلة ذات علاقة جيدة من طبقة النبلاء، والسينغهام سافر في أوروبا القارية بعد ترك الجامعة قبل الشروع في سن العشرين على مهنة في القانون. ملتزم بروتستانتية، خلال عهد ماري الأولى ملكة إنجلترا الكاثوليكية انضم إلى مغتربين آخرين في المنفى في سويسرا وشمال إيطاليا حتى وفاة ماري وانضمام أختها غير الشقيقة البروتستانتية، إليزابيث.
والسينغهام ارتفع من عدم الشهرة النسبي ليصبح أحد الزمرة الصغيرة الذين يقومون بتوجيه دولة إليزابيث، الإشراف الخارجي، السياسة الداخلية والدينية. شغل منصب سفير إنجليزي لفرنسا في بدايات 1580م وشهد مجزرة St. Bartholomew's Day . كالسكرتير الرئيسي، كان داعمًا للاستكشاف، الاستعمار، استخدام قوة إنجلترا البحرية، وزراعة أيرلندا. عمِل لإحضار سكوتلندا وإنجلترا معا. بالإجمال، سياسته الخارجية أثبتت فهم جديد لدور إنجلترا كقوة بحرية، قوة بروتستانتية متزايدة في الاقتصاد العالمي. أشرف على العمليات التي توغلت قلب إعداد الجيش الأسباني، جمع معلومات الاستخبارات من جميع أنحاء أوروبا، عطّل مجموعة من المؤامرات ضد إليزابيث، وأمّن إعدام ماري، ملكة الاسكتلنديين

## السنوات المبكرة

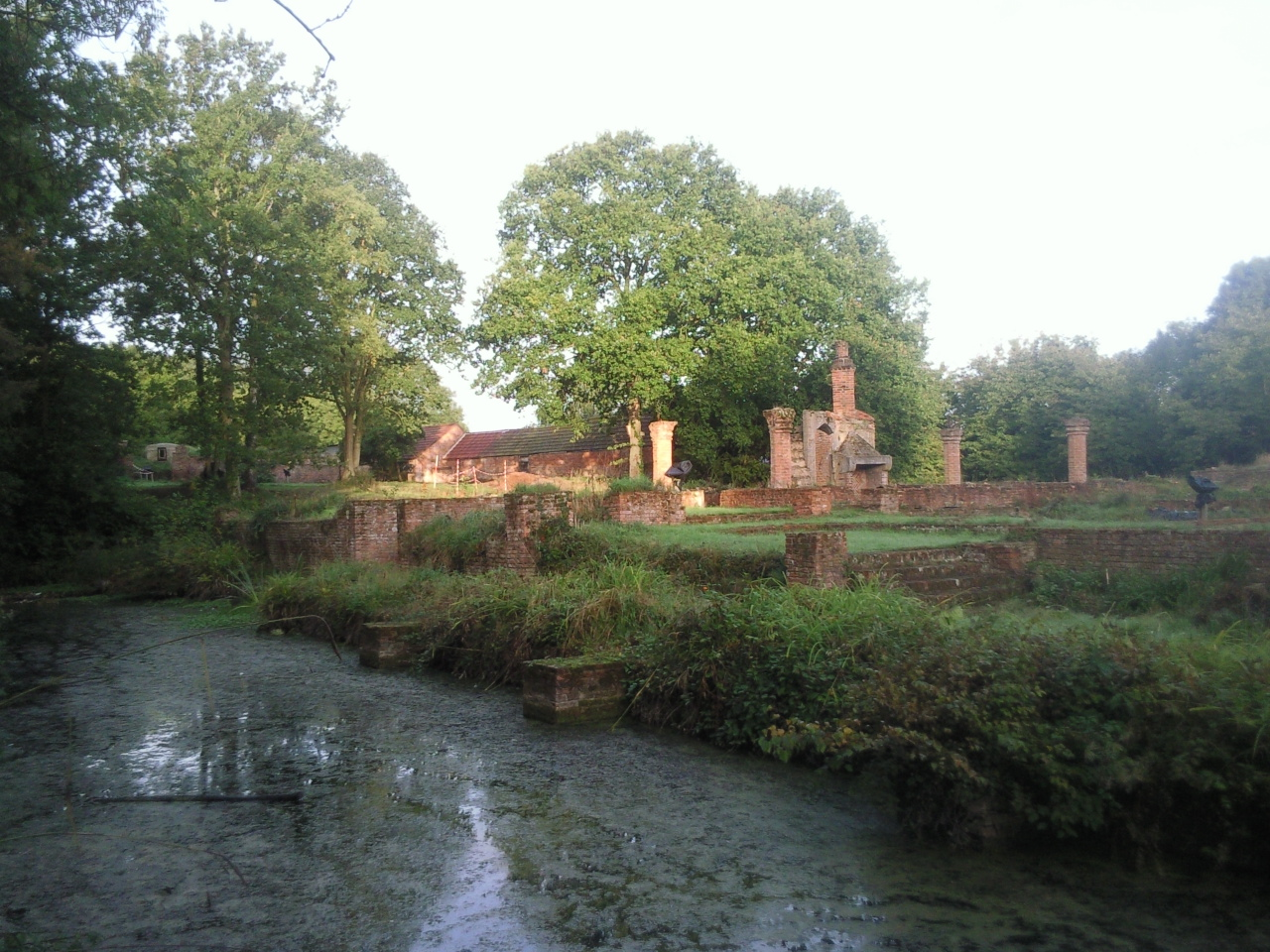
أطلال مزرعة المنزل في Scadbury : مقعد عائلة والسينغهام

فرنسيس والسينغهام وُلِد في أو حول 1532م، ربما في Foots Cray , بجانب Chislehurst, Kent. والِداه كانا ويليام وجويس والسينغهام. ويليام كان ناجحًا، من ذوي العلاقات الجيدة والغنية محامٍ في لندن وتوفي في 1534م، وجويس كانت الابنة للسير إدموند دِني أحد رجال الحاشية الملكية وأخت السير انتوني دِني، الذي كان الرجل الرئيسي لحجرة الملك هنري الثامن الخاصة. ويليام والسينغهام عمِل كعضو من اللجنة التي عُيّنت للتحقيق في عقارات الكاردينال توماس وولسي في 1530, واخاه الأكبر، السير غدموند والسينغهام، كان الملازم لبرج لندن. بعد موت ويليام، أرملته، جويس، تزوجت أحد رجال الحاشية الملكية السير جون كاري في 1538. شقيق كاري ويليام كان زوج ماري بولين، أخت آن بولين الكبرى. من اخوات فرنسيس والسينغهام الخمس، إحداهن تزوجت السير والتِر ميلدماي، الذي كان وزير بيت المال لأكثر من 20 سنة، وأُخرى تزوجت النائب بيتر وادسوورث.
فرنسيس والسينغهام سجل في جامعة King, كامبردج، في 1548 مع العديد من البروتساتانتيين الآخرين لكن كغير متخرج من من المكانة الاجتماعية العالية لم يعمل للدرجة. منذ 1550 أو 1551, سافر في أوروبا القارية، عائدا إلى إنجلترا في 1552 للالتحاق بـ Gray's Inn, أحد الهيئات المؤهلة للمحامين الإنجليزيين.
عند وفاة وريث هنري الثامن في 1553 م، إدوارد السادس، أخت إدوارد الكاثوليكية الغير شقيقة ماري الأولى أصبحت ملكة. العديد من الأثرياء البروتستانتينيين، مثل جون فوكس وجون تشيك، فرّوا من إنجلترا، ووالسينغهام كان بينهم. أكمل دراسته في القانون في جامعتي بازل وبادوا، حيث انتخب لمجلس الإدارة من قبل زملائه الطلاب في 1555.

## الإرتفاع إلى السلطة
ماري الأولى توفيت في 1558م، وكانت ناجحة من قِبل النصف شقيقة البروتستانتية إليزابيث الأولى. والسينغهام عاد إلى إنجلترا، ومن خلال الدعم من أحد زملائه المغتربين السابقين، فرنسيس روسِل، ثاني إيرل من بيدفورد، أُنتُخِبَ لبرلمان إليزابيث الأول كعضو للدائرة الإنتحابية البرلمانية، كورنوال، في 1559م. في الانتخابات التابعة في 1563, عاد للايم ريجيس، دورست، دائرة إنتخابية أخرى تحت نفوذ البيدفورد، وبانبوري، اوكسفوردشاير. اختار الجلوس للايم ريجيس. في يناير 1562 تزوج آن، ابنة السير جورج بارني، عمدة لندن في 1552–3, وأرملة تاجر النبيذ اليكساندر كارليل. آن توفيت بعد سنتين من ترك إبنها كريستوفر كارليل في رعاية والسينغهام. في 1566, والسينغهام تزوج اورسولا سانت بارب، أرملة من السير ريتشارد وورسلي، ووالسينغهام اكتسب عقاراتها من Appuldurcombe ودير Carisbrooke في جزيرة وايت. السنوات التالية، ولدت ابنته، فرنسيس. وأبناء والسينغهام الآخرين، أبناء اورسولا جون وجورج، قُتِلوا في حادث البارود في Appuldurcombe في 1567.
في السنوات التالية، والسينغهام أصبح نشيطا في التماس الدعم لأجل المسيحيين الفرنسيين في فرنسا، وطوّر علاقة عمل ودّية ومقربة مع نيكولاس ثروكمورتون، كما كان سابقا كنائب لـ لايم ريجيس ووزير سابق لفرنسا. في 1569, والسينغهام كان يعمل مع ويليام سيسيلتو لمواجهة المؤامرات ضد إليزابيث. كان ذا دور فعال في انهيار مؤامرة Ridolfi , التي أملت استبدال إليزابيث بالكاثوليكية ماري , ملكة الاسكتنلديين. له الفضل بكتابة استهزاء الزواج المتآمر بين ماري وتوماس هوارد، دوق النورفولك الرابع، وروبيرتو دي ريدولفي، بعد ما كان اسمه في المؤامرة، قد استُجوِب في منزل والسينغهام.
في 1570, الملكة اخترات والسينغهام ليدعم المسيحيين الفرنسيين في مفاوضاتهم مع تشارلز التاسع من فرنسا. بعد تلك السنة، نجّحً السير هنري نوريس كسفير إنجليزي في باريس. إحدى واجباته كانت إكمال المفاوضات للزواج ما بين إليزابيث وأخ تشارلز التاسع الأصغر هنري , دوق أنجو. خظة الزواج سقطت في نهاية المطاف في على أساس مذهب هنري الكاثوليكي. الزواج استبدل بالاخ الأصغر التالي، فرنسيس، دوق آلانسون، قد اُقتُرِح لكن والسينغهام اعتبره قبيحا و «فارغ من روح الدعابة». إليزابيث كان عمرها 20 عاما أكبر من آلانسون، وكانت قلقة أن فارق العمر سيُنظر إليه على أنه غير معقول. والسينغهام آمن أن استخادم إنجلترا أفضل هو السعي للتحالف العسكري مع فرنسا ضد المصالح الأسبانية. معاهدة دفاعية من Blois كانت أٌبرِمت بين فرنسا وإنجلترا في 1572م، لكن المعاهدة لم تشرط لزواج ملكي وتركت مسألة خليفة إليزابيث مفتوحة.
المسيحيون الفرنسيون، ومصالح أوربية بروتستانتية أخرى، دعمت الثور الوليدة في هولندا الإسبانية، التي كانت محافظات من إسبانيا هابسبورغ. عندما نتج من المعارضة الكاثوليكية لهذه الدورة في فرنسا موت هاجينوت قائد Gaspard de Coligny ومذبحة يوم القديس بارثولوميو، منزل والسينغهام في باريس أصبح ملجأ مؤقت للاجئين البروتستانتيين، بما في ذلك فيليب سيدني. اورسولا، التي كانت حاملا، هرب إلى إنجلترا مع ابنتهما ذات الأربع أعوام، وأنجبت الطفلة الثانية، ماري، في يناير 1573 بينما والسينغهام كان لا يزال في فرنسا. عاد إلى إنجلترا في إبريل 1573, مؤسسا نفسه كمختص رسمي يمكن للملكة وسيسيل أن يثقا به. زرع الاتصالات في جميع أنحاء أوروبا، وبعد قرن برقياته ستنشر كسفير كامل.
في ديسمبر عودته، والسينغهام كان عيّن للمجلس السري لإنجلترا وكان قد صنع سكرتير رئيسي (الموقف الذي أصبح لاحقا "وزارة الخارجية") مع السير توماس سميث. سميث تقاعد في 1576م، مغادرًا والسينغهام في السيطرة الفعالة للختم السري، على الرغم أنه لم يستثمر رسميا كـ قائد الختم السري . والسينغهام اكتسب مقعد مقاطعة سري في البرلمان منذ 1572م الذي احتفظ به حتى مماته، لكنه كان برلماني رئيسي . وُسِم في 1 ديسمبر 1577, وعقد مشارطات الوظيفة العاطلة من مسجل من كولشيستر، حارس لفائف من هامبشير، وهاي سيوارد من ساليسبري، إبسويتش، ووينشستر . كان قد عُيِّن مستشار منذ 22 إبريل 1578 حتى نج من قبل السير آمياس باوليت في يونيو 1587م، عندما أصبح مستشار دوقية لانكستر بالإضافة إلى السكرتير الرئيسي.

## الوفاة

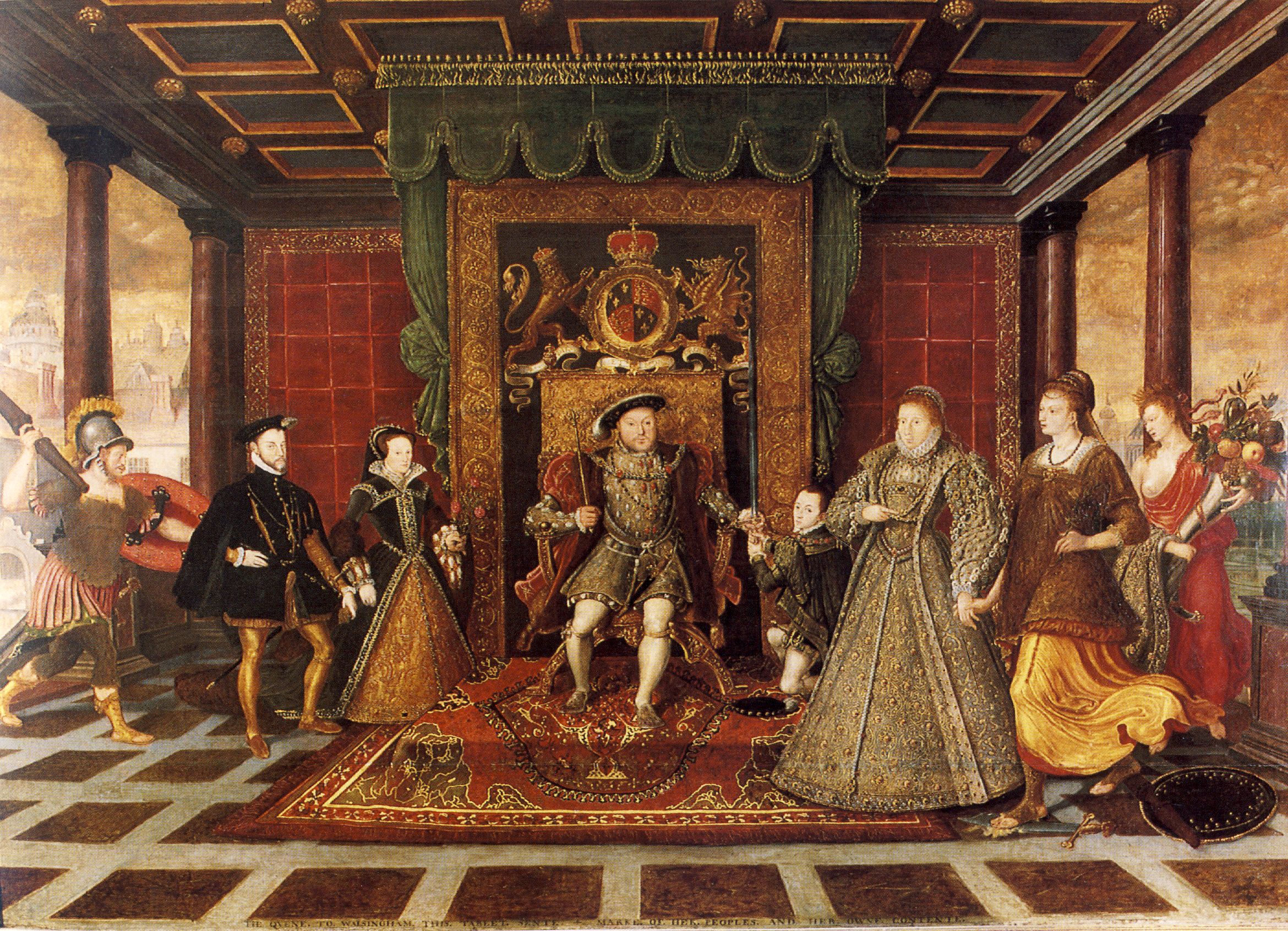
صورة رمزية من خلافة Tudor كانت هدية من إليزابيث إلى والسينغهام. أسفل الصورة منقوش "الملكة إلى والسينغهام أُرسلت هذه اللوحة ; علامة لشعبها ومحتواها الخاص ."

من 1571 فصاعدا، والسينغهام اشتكى من اعتلال في الصحة، وغالبا ما كان يعتزل لملكية دولته لأجل فترات النقاهة . اشتكى من «لحمات بارزة مختلفة», آلام في الرأس، والمعدة، والظهر، وصعوبة في التبول. أشار التشخيص ما يضم السرطان، حصى الكلى، عدوى بولية، ومرض السكري. تُوفي في 6 إبريل 1590, في زقاق في منزله . كتب المؤرِّخ ويليام كامدن أن والسينغهام توفي من «نمو لحمة زائدة داخل أعضائه التناسلية سرطان الخصية». دُفِن سرا في مراسم بسيطة في 10 مساءً في اليوم التالي، بجانب إبنه بالقانون، في كاتدرائية سانت بول القديمة .